# Model Kripkego
Model Kripkego (nazywany również modelem relacyjnym) – struktura matematyczna używana w logikach modalnych i intuicjonistycznym rachunku zdań. Definiuje się go jako trójkę {\displaystyle M=\langle U,R,V\rangle ,} gdzie {\displaystyle U} to zbiór niepusty, {\displaystyle R} – relacja na tym zbiorze (podzbiór właściwy iloczynu kartezjańskiego {\displaystyle U\times U}), a {\displaystyle V} – funkcją przyporządkowującą kolejnym zmiennym zdaniowym podzbiory zbioru {\displaystyle U.}
Nazwa pochodzi od nazwiska pioniera badań nad semantyką relacyjną Saula Aarona Kripkego.